# 하노이-라오까이선
하노이-라오까이선(베트남어: Đường sắt Hà Nội - Lào Cai / 塘𨫊河內－老街 하내 - 노가선), 약칭 하라오 선(베트남어: Đường sắt Hà Lào / 塘𨫊河老)은 베트남의 철도 중 하나이다. 베트남의 수도 하노이의 하노이 역과 베트남 북부의 라오까이 성의 성도(省都) 라오까이의 라오까이 역(베트남어: Ga Lào Cai / Ga 老街)을 잇는 296km의 미터 궤간 철도이다. 이 철도는 프랑스령 인도차이나 시대인 1903년에 착공되고 1906년에 완성 및 개통되었다. 또한 이 철도는 중국 윈난성 쿤밍 시와 베트남 하이퐁을 잇는 철도(쿤밍-하이퐁 선)의 일부로도 여겨진다. 하노이 역에서 옌비엔(베트남어: Yên Viên / 安員) 역까지는 하노이-동당 선(베트남어: Đường sắt Hà Nội - Đồng Đăng / 塘𨫊河內－同登)과 겹치는 구간이다. 국경 지대에 있는 라오까이 역에서 중-월 허커우 철도대교(中越河口铁路大桥)를 거쳐, 중국의 허커우 역(河口站)과 연결된다. 하라오 선은 베트남 철도 체계에 있는 노선 중에서 가장 낙후되어 있는 간선 중 하나이다. 게다가 지형적인 영향으로 인하여, 곡선 구간이 전체 길이 296km 중 111km나 된다.

## 하노이 - 라오까이 노선표
| 역명     | 베트남어 이름 | 한자 이름 | 거리(Km) |
| 하노이   | Hà Nội        | 河內      | 0        |
| 롱비엔   | Long Biên     | 龍編      | 2        |
| 자럼     | Gia Lâm       | 嘉林      | 5        |
| 옌비엔   | Yên Viên      | 安園      | 11       |
| 꼬로아   | Cổ Loa        | 古螺      | 18       |
| 동아인   | Đông Anh      | 東英      | 21       |
| 박홍     | Bắc Hồng      | 北鴻      | 27       |
| 탁로이   | Thạch Lỗi     | 石磊      | 33       |
| 푹옌     | Phúc Yên      | 福安      | 39       |
| 흐엉카인 | Hương Canh    | 香粳      | 48       |
| 빈옌     | Vĩnh Yên      | 永安      | 54       |
| 흐엉라이 | Hướng Lại     | 向賴      | 63       |
| 박학     | Bạch Hạc      | 白鶴      | 69       |
| 비엣찌   | Việt Trì      | 越池      | 73       |
| 푸덕     | Phủ Đức       | 撫德      | 82       |
| 띠엔끼엔 | Tiên Kiên     | 仙堅      | 91       |
| 푸토     | Phú Thọ       | 富壽      | 99       |
| 찌쭈     | Chí Chủ       | 致主      | 108      |
| 부엔     | Vũ Ẻn         | 武偃      | 118      |
| 암트엉   | Ấm Thượng     | 蔭上      | 131      |
| 도안트엉 | Đoan Thượng   | 端上      | 141      |
| 반푸     | Văn Phú       | 文富      | 148      |
| 옌바이   | Yên Bái       | 安沛      | 155      |
| 꼬푹     | Cổ Phúc       | 鼓腹      | 165      |
| 응오이홉 | Ngòi Hóp      | 𤀖篐      | 177      |
| 머우아   | Mậu A         | 茂阿      | 186      |
| 머우동   | Mậu Đông      | 茂東      | 195      |
| 짜이훗   | Trái Hút      | 寨唿      | 202      |
| 럼장     | Lâm Giang     | 林江      | 210      |
| 랑카이   | Lang Khay     | 廊荄      | 219      |
| 랑팁     | Lang Thíp     | 廊信      | 228      |
| 바오하   | Bảo Hà        | 保河      | 237      |
| 타이반   | Thái Văn      | 泰文      | 247      |
| 꺼우뇨   | Cầu Nhô       | 梂儒      | 254      |
| 포루     | Phố Lu        | 舖婁      | 262      |
| 랑       | Lạng          | 諒        | 270      |
| 타이니엔 | Thái Niên     | 泰年      | 277      |
| 랑장     | Làng Giàng    | 廊揚      | 283      |
| 라오까이 | Lào Cai       | 老街      | 294      |